# Brücke bei Limyra
Die römische Brücke bei Limyra (türkisch Kırk Göz Kemeri) in der heutigen Südwesttürkei ist eine der ältesten Segmentbogenbrücken der Welt. Die 360 m lange Steinbrücke führt in der Nähe der antiken Stadt Limyra in Lykien über den Fluss Alakır Çayı. Ihre 26 Segmentbögen sind heute zum größten Teil verschüttet. Sie haben ein Pfeilverhältnis von 5,3 bis 6,4 zu 1, was dem Bauwerk ein ausgesprochen flaches Profil verleiht und erst im Spätmittelalter (zum Beispiel beim Ponte Vecchio) mit 6,5 zu 1 wieder erreicht wurde. Trotz ihrer herausragenden technikgeschichtlichen Bedeutung ist die Brücke bei Limyra wenig bekannt; die zunehmende Zerstörung des Bauwerks bewog das Deutsche Archäologische Institut (DAI) in den 1970er Jahren zur bislang einzigen Felduntersuchung.

## Erforschung
Nachrichten aus der Antike sind über die Brücke nicht überliefert. Erste Schilderungen des Bauwerks tauchen in europäischen Reiseberichten des 19. Jahrhunderts auf: Charles Fellows beschrieb bei einem Besuch im Mai 1840 die Brücke mit 25 Bögen, gleiches taten Spratt und Forbes zwei Jahre später. Eine österreichische Expedition unter Beteiligung von Otto Benndorf interpretierte 1882 das Bauwerk als Teil einer antiken Straße von Limyra zum östlich gelegenen Antalya. Pläne oder Skizzen wurden damals jedoch nicht angefertigt.

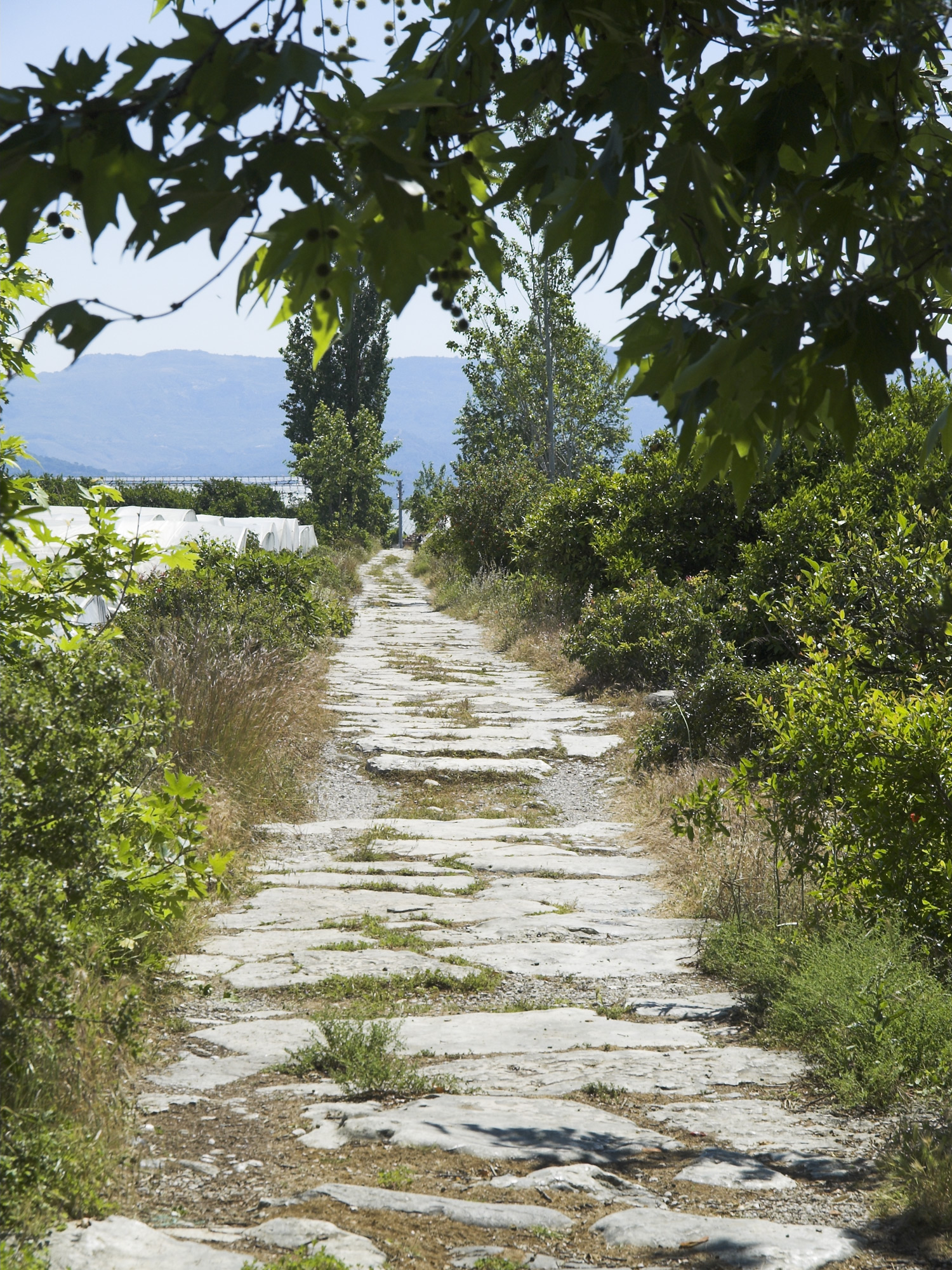
Antike Pflasterung. Blick nach Osten an Gewächshäusern vorbei

Die erste und bislang einzige wissenschaftliche Vermessung der Brücke wurde von Wolfgang Wurster und Joachim Ganzert an zwei aufeinanderfolgenden Tagen im September 1973 vorgenommen und in den drei folgenden Jahren durch weitere Ortsbesuche ergänzt. Die Ergebnisse wurden 1978 im Archäologischen Anzeiger des DAI veröffentlicht, ausdrücklich auch um auf die zunehmende Gefährdung der bis dahin nahezu unversehrt gebliebenen Brücke hinzuweisen:

„Neuerdings wurden in diesem fruchtbaren Schwemmland Zitrusplantagen angelegt; im Osten der Brücke entstehen jetzt Gewächshäuser für Frühgemüse. Durch die beginnende, intensive Landwirtschaft in der Umgebung ist die Brücke sehr gefährdet. Aus dem noch intakten Brückenbelag entnehmen die Umwohner Steinmaterial; Planierraupen zur Anlage von Bewässerungskanälen reißen den Brückenkörper auf und zerquetschen mit ihren Raupenketten das Steinpflaster.“

Der Ingenieur O’Connor fasste 1993 den DAI-Bericht in seiner englischsprachigen Monographie über den römischen Brückenbau kurz zusammen und betonte dabei ebenfalls den Ausnahmecharakter der Brücke. Weitere wissenschaftliche Auseinandersetzungen mit der Brücke bei Limyra sind nicht bekannt.

## Topografische und verkehrstechnische Lage

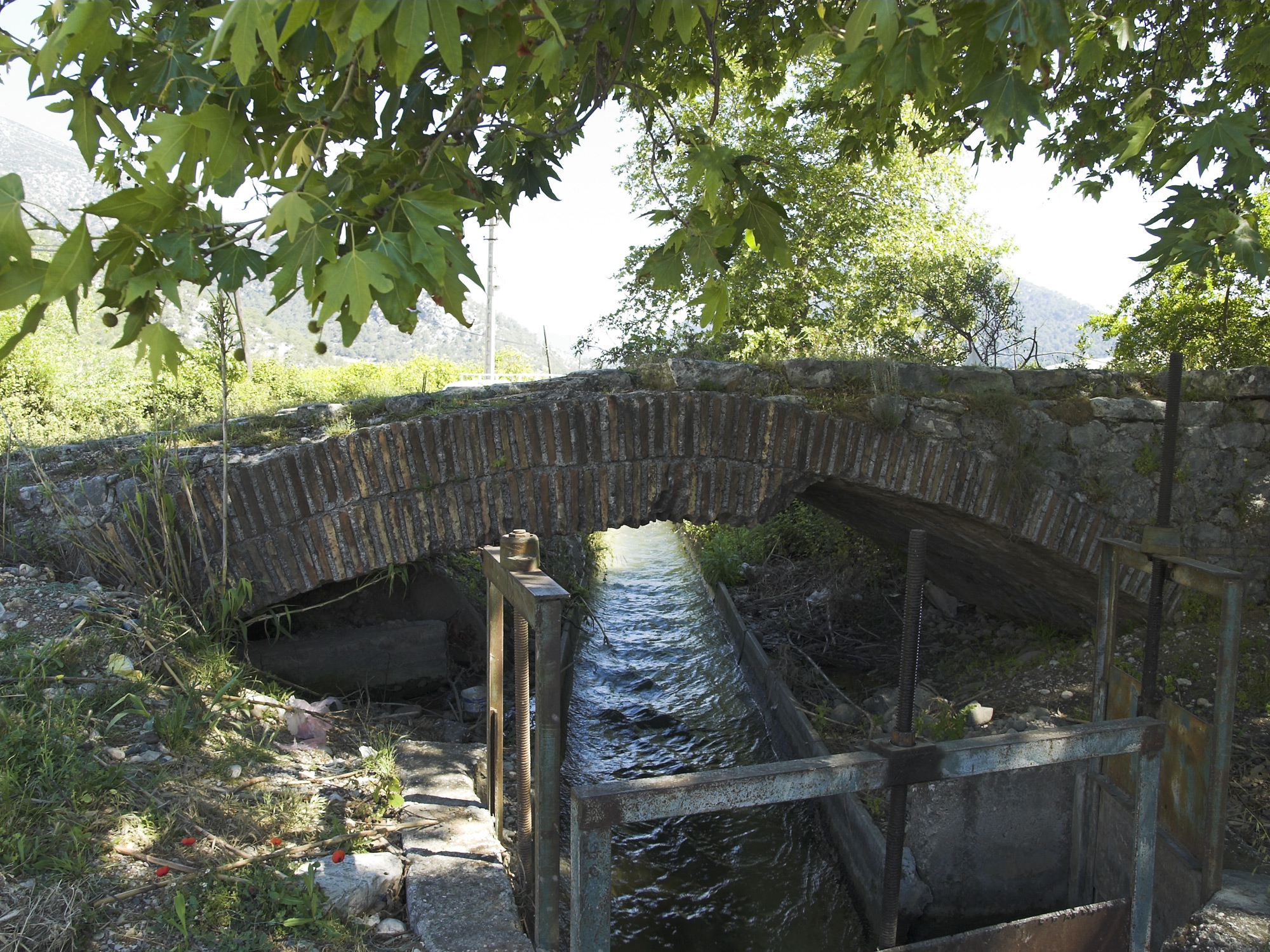
Der nur noch bescheidene Alakır Çayı unter dem 1. Segmentbogen

Die römische Brücke überquert den Alakır Çayı 3,2 km östlich der Ruinen von Limyra (Messpunkt: Theater) und 3,8 km nördlich der heutigen Meeresküste in der Nähe der modernen Straße von Turunçova nach Kumluca; der antike Name des Flusses ist nicht bekannt. Die lokale Topographie wird durch die Ausläufer des Bergmassivs Toçak Dağı bestimmt, die hier in das flache Schwemmland der Bucht von Finike übergehen. In diesem Übergangsbereich wurde die Brücke dicht oberhalb der Stelle errichtet, an der das enge Flusstal sich zur weiten Mündungsebene öffnet und Hochwasser die Durchquerung während der Regenzeit behindert. Während die Brücke im Osten in die Schotterebene ausläuft, liegt das westliche Ende vermutlich zum Schutz vor Wasserfluten direkt am ansteigenden Fels an. Der dadurch diktierte scharfe Straßenknick nach Süden bot eine günstige Möglichkeit zur Sperrung der Straße. Heutzutage fließt der Alakır Çayı nur noch unter drei Bögen der Römerbrücke hindurch (Stand 1978). Flussaufwärts wurde in moderner Zeit der Staudamm Alakır Barajı zu Bewässerungszwecken und zum Hochwasserschutz gebaut.
Im Gegensatz zu anderen römischen Provinzen war das antike Straßensystem in Lykien kaum entwickelt. Während der Nord-Süd-Verkehr hauptsächlich über die wenigen Flusstäler lief, führten die west-östlichen Routen anders als heute zumeist über die Gebirgshöhen. Dabei dürfte dem Weg von Limyra über den Alakır Çayı ins benachbarte Pamphylien nach Attaleia eine besondere Rolle zugekommen sein, da beide Regionen zusammengefasst bis zum 4. Jahrhundert n. Chr. die Provinz Lycia et Pamphylia bildeten. Im Vergleich zu den Hauptverkehrsadern des Reiches besaßen die Straßenverbindungen in Lykien mit 3–4 m Breite freilich deutlich bescheidenere Dimensionen und waren wohl auf den Fußgänger- und Lasttierverkehr beschränkt. Dazu passt auch, dass der Straßenbelag der Brücke bei Limyra keinerlei Wagenspuren aufweist; selbst Spuren eines Geländers oder einer Brüstung konnten am Bauwerk nicht nachgewiesen werden.

## Konstruktion

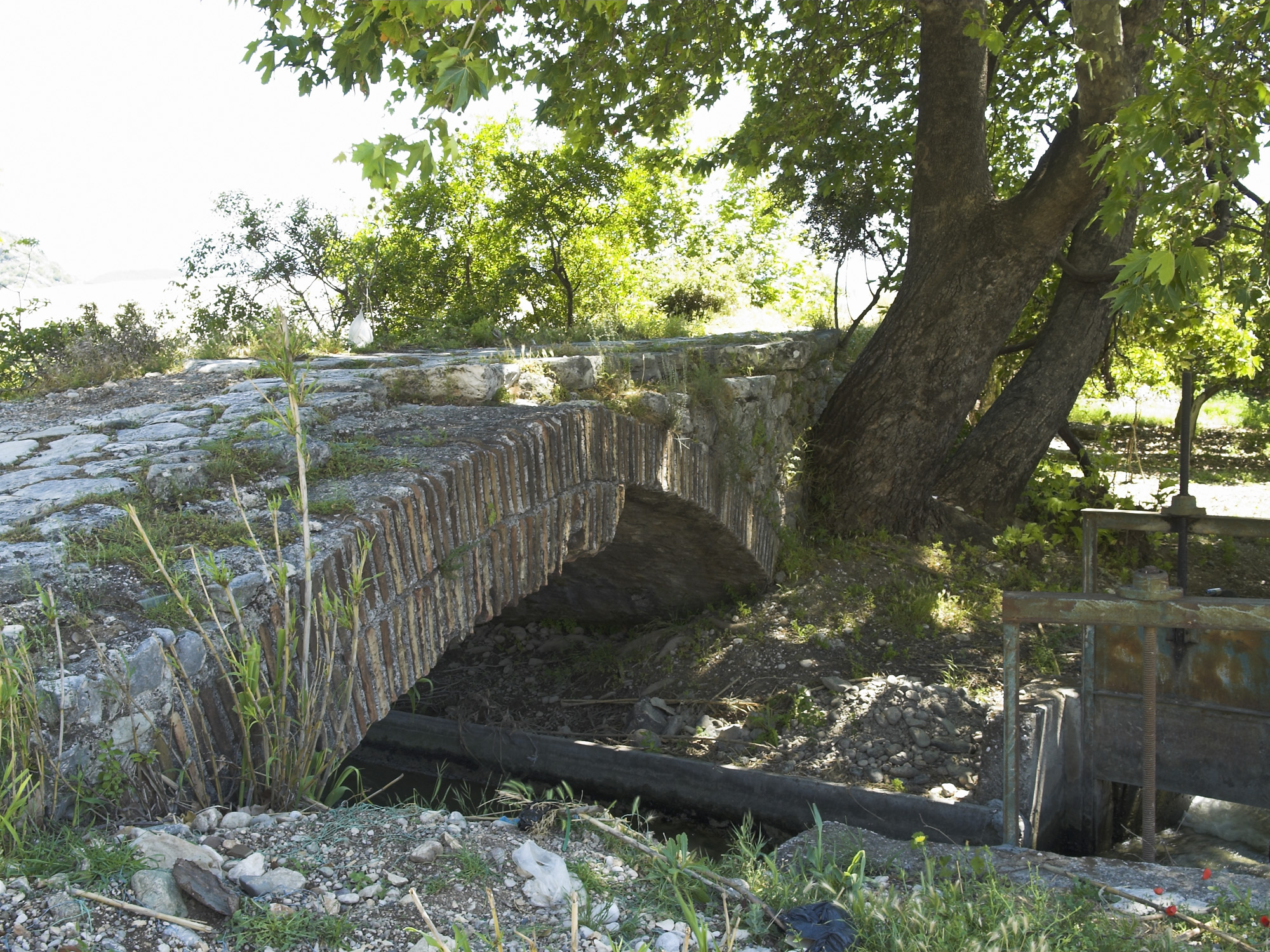
1. Bogen Südseite

Mit einer Länge von 360 m ist die Brücke bei Limyra das größte erhaltene Ingenieurbauwerk aus der Antike in Lykien. Die Brücke hat 26 gleichförmige Segmentbögen, die aus zwei übereinanderliegenden, radial aufgemauerten Ziegelsteinlagen bestehen. Am östlichen Ende der Brücke befinden sich anstelle des einstigen 27. Segmentbogens zwei kleinere, halbkreisförmige Reparaturbögen späteren Datums, die nur mit einer einfachen Ziegellage gebaut wurden. Der ursprüngliche, flache Ansatz des eingestürzten Bogens ist in den Pfeilern noch gut erkennbar.
Bei der archäologischen Sondierung fanden Wurster und Ganzert das gesamte Bauwerk bis über die Kämpferpunkte mit Flussablagerungen verschüttet vor; Freilegungsversuche wurden nicht unternommen. Lediglich zwei der 28 Brückenbögen lagen so weit offen, dass die lichte Weite und die Pfeilerdicke direkt gemessen werden konnten. Es war jedoch möglich, aus den nicht verschütteten Bogenabschnitten die Achsabstände aller Pfeiler rechnerisch zu ermitteln.

### Segmentbögen und Pfeiler

Abmessungen eines typischen Brückenbogens

Die Stützweiten der Segmentbögen, also die Entfernungen zwischen den Pfeilermitten, reichen von 11,60 m bis 14,97 m (Bogen 2 bzw. 26 – Zählung im Westen (orografisch rechts) beginnend). Es lassen sich vier Gruppen ähnlicher Größe bilden, mit folgenden mittleren Weiten:
- 11,60–12,30 m (4 Bögen: 2, 3, 7, 21)
- 12,75 m (14 Bögen: 5, 9–15, 17–19, 22–24)
- 13,10 m (4 Bögen: 1, 4, 6, 8)
- 13,60 m (3 Bögen: 16, 20, 25)

Warum die Abstände der Pfeilerachsen der Brücke gruppenweise voneinander abweichen, ist unklar; als Anpassung an die Beschaffenheit des Flussbetts lassen sie sich nicht erklären. Die Schwankungen könnten auf eine Mehrfachverwendung verschiedener Lehrgerüste beim Bau der Tonnengewölbe hindeuten.
Die Pfeilerbreite ließ sich von Wurster und Ganzert nur in einem Fall mit 2,10 m ermitteln (zwischen Bogen 26 und 27). Zieht man diesen Wert vom 12,75 m weiten Normalbogen ab, ergibt sich eine lichte Weite von 10,65 m. Da alle Segmentbögen eine Stichhöhe von rund 2 m besitzen, beträgt bei der Brücke von Limyra das Verhältnis von lichter Weite zu Höhe ungewöhnliche 5,3 zu 1. Derartig flachgespannte Bögen waren im damaligen Steinbrückenbau einzigartig und blieben bis zum Wiederaufkommen von Segmentbogenbrücken im Italien des 14. Jahrhunderts unübertroffen. Der größte Bogen der Limyra-Brücke überspannt sogar eine Länge, die dem 6,4-fachen seiner Höhe entspricht. Die Überhöhung der beiden Reparaturbögen bewegt sich dagegen mit 2,7 zu 1 noch im normalen Bereich von Halbkreisbögen.

### Brückenhöhe und -niveau

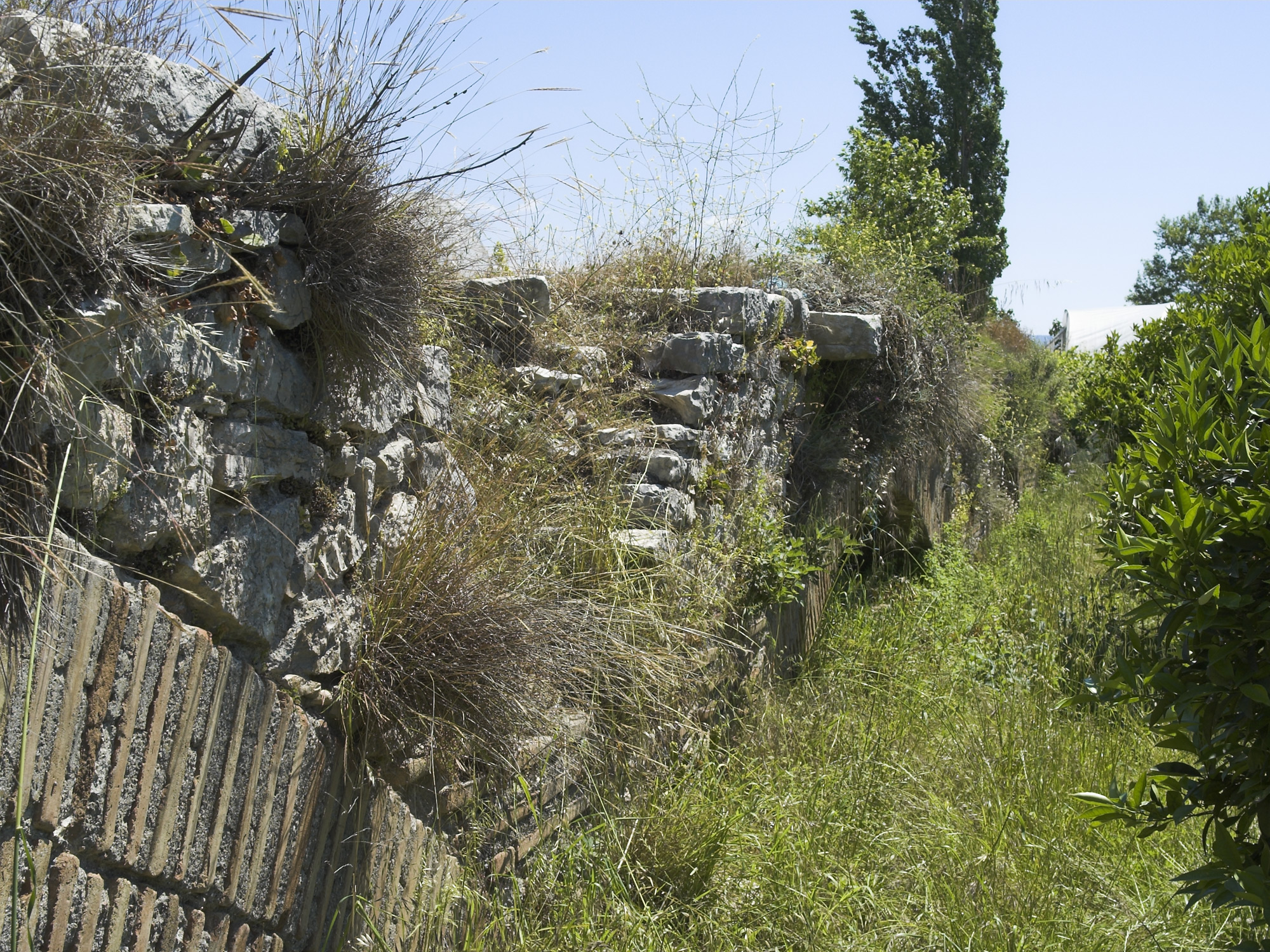
Verschüttet bis zu den Kämpfern: 8. und 9. Bogen Südseite

Die Gesamthöhe der Brücke konnte aufgrund ihres Verschüttungszustandes nicht festgestellt werden, wohl aber der Abstand von den Kämpfern zur Fahrbahnoberfläche; er beträgt nur 3,25 m.
Das Brückenniveau bildet eine nahezu horizontale Ebene: Während die Fahrbahn von Bogen 1 bis 20 auf einem Niveau von 20,05–20,55 m ü. M. liegt, fällt sie in östlicher Richtung bei den restlichen sechs Segmentbögen auf 19,94 m bis 19,66 m leicht ab. Angesichts der Länge des Bauwerks werden die Schwankungen von den Autoren als minimal eingestuft. Da es keine Hinweise auf eine spätere Absenkung des Bauwerks gibt, lässt die gleichmäßige Höhe auf ein sorgfältiges Nivellement und eine solide Fundamentierung der Pfeiler beim Bau schließen. Im Kontrast dazu weicht die Längsachse der Brücke von Bogen zu Bogen teilweise deutlich von der Hauptrichtung ab.

### Statik
Bemerkenswerterweise ist die Stützlinie für das Eigengewicht fast identisch mit der Kurve der Gewölbeachse. Die statische Untersuchung der Segmentbogenbrücke erweist die große Tragfähigkeit der Konstruktion:

„Nach heutiger Einstufung könnte die Brücke die Lasten der Brückenklasse 30 nach DIN 1072 übernehmen; das würde bedeuten, dass sie auf einem Bogen einen 30 Tonnen schweren Lastwagen und zusätzlich auf der restlichen Oberfläche des Bogens 500 kp/m² tragen könnte. Die Brücke war also für den antiken Verkehr mit großer Sicherheit bemessen.“

## Baukörper

Hypothetischer Arbeitsablauf bei Einrüstung und Aufmauerung der Doppelbögen

Die Brücke bei Limyra wurde in einer Kompositbauweise aus Ziegeln, Steinquadern und Bruchsteinen konstruiert.

### Ziegelbögen

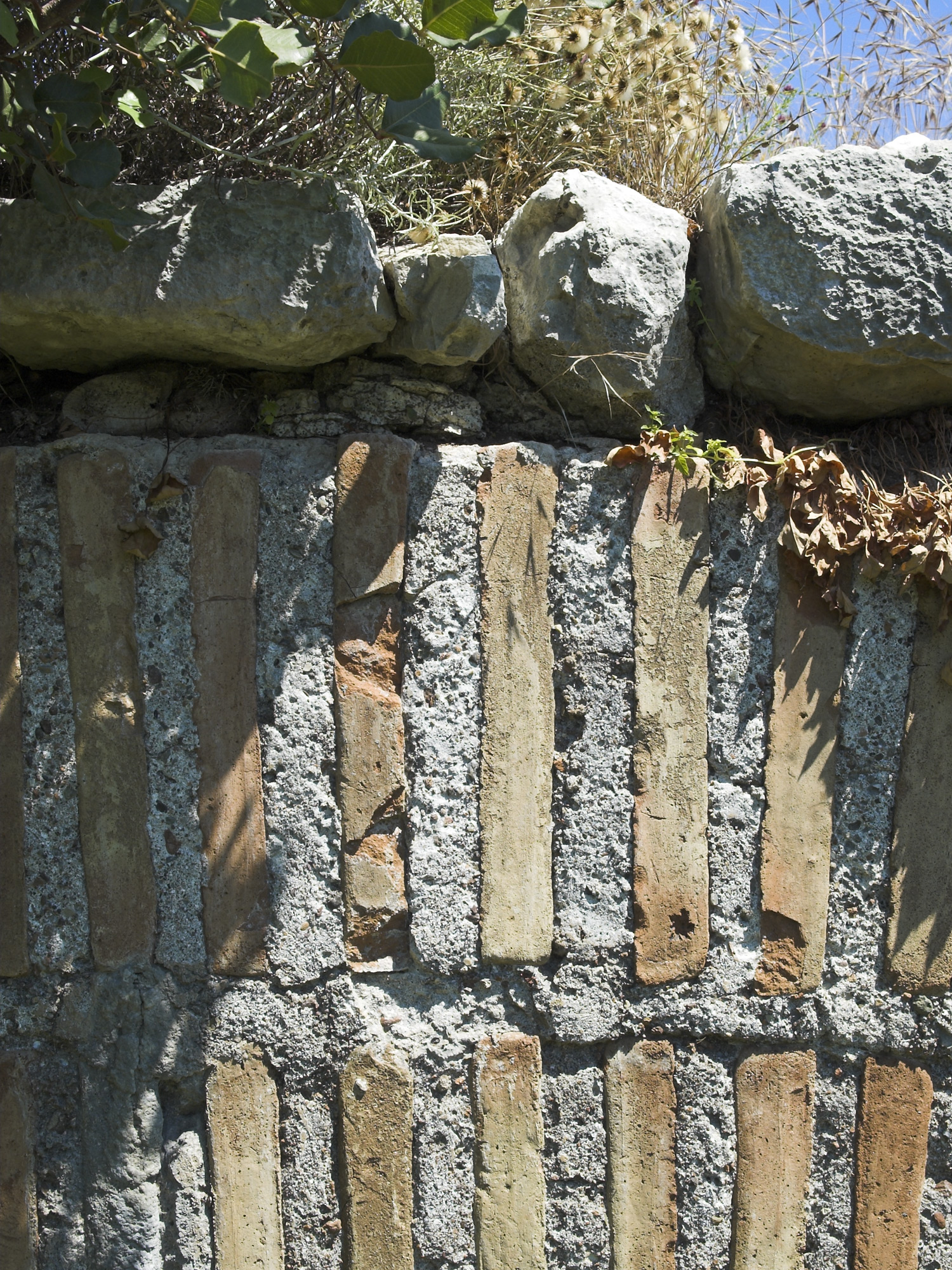
Doppellagiger Ziegelsteinbogen mit Mörtelbindung

Die Ziegel der Segmentbögen bestehen aus gelb-rotem Ton, dem feiner Ziegelsplitt beigemischt wurde. Die rechteckigen Platten haben ein Format von 40 × 50 cm, sind ca. 5 cm dick und stehen mit der kürzeren Seite aufrecht im Bogenverband, so dass die doppelt aufgemauerten Bögen eine Gesamtdicke von 80 cm besitzen. Das Bindematerial in den 4 cm dicken Fugen ist harter Kalkmörtel mit einem Zusatz von grobem Ziegelsplitt und feinem Kies. Die beiden Halbkreisbögen wurden mit etwas kleineren Ziegeln gemauert, stellenweise wurden auch die Originalziegel des zerstörten Segmentbogens wiederverwendet. Die Kämpfersteine sind glatt behauene Kalksteinquader mit schräger Auflagefläche für den Bogenansatz.
Das zweilagige Bogengewölbe erlaubte einen effizienten Einsatz der Lehrgerüste, die bereits nach der Fertigstellung der unteren Ziegellage zur nächsten Bogenöffnung verschoben werden konnten:

„Das in zwei Phasen getrennte Aufmauern der beiden Lagen der doppelten Ziegelbogen hatte zwei Vorteile. In der ersten Phase musste das Lehrgerüst nur die Last der unteren Bogenlage tragen, konnte also schwächer bemessen werden. In der zweiten Phase konnte die Last der oberen Schicht bereits von der unteren Gewölbelage getragen werden, das Lehrgerüst stand also schon wieder für eine weitere Brückenöffnung zu Verfügung.“

### Mauerschale

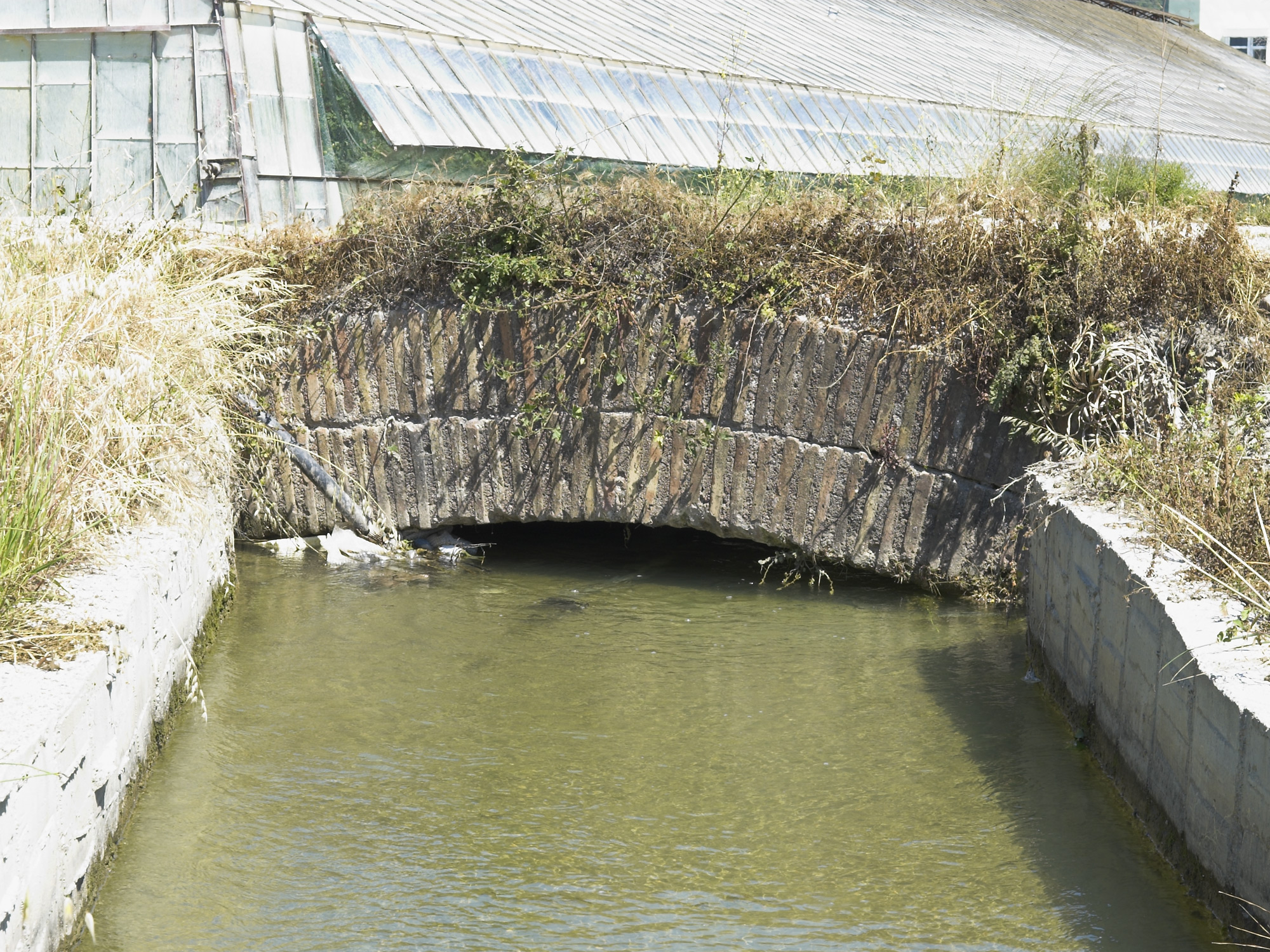
12. Bogen Nordseite

Soweit erkennbar, besitzt die Brücke von Öffnung 2 bis 21 eine vierlagige Ziegelverkleidung, auf der sich ein gemörteltes Bruchsteinmauerwerk anschließt. Zwischen dem 22. und 26. Bogen sowie bei den beiden Brückenrampen besteht die Mauerschale hingegen aus Steinquadern. Die reparierten Felder 27a und 27b unterscheiden sich durch die Kleinteiligkeit der verbauten Bruchsteine und die ungeordnet eingearbeiteten Ziegel erkennbar von der Ziegel- und Bruchsteinverkleidung im Westen und der Quaderschale im Osten. Die Bogenunterseite von Öffnung 26 lässt noch das vorsprungartige Auflager für das Lehrgerüst erkennen.
Das Brückeninnere oberhalb der Bögen und Pfeiler setzt sich aus einem Verbund aus Bruchsteinen und großen Flusskieseln mit Kalkmörtel zusammen.

### Pflaster
Nur 30–40 cm über dem Scheitelpunkt der Bögen befindet sich das aus großen und unregelmäßigen Kalksteinplatten bestehende Brückenpflaster, das beidseitig 10 cm über den Brückenrand vorsteht. Die Verwendung kleiner Flusskiesel als Pflasterung lässt auch hier Reparaturmerkmale an den beiden Halbkreisbögen erkennen. Der Brückenweg ist 3,55 bis 3,70 m breit und vergrößert sich an den Brückenenden auf 4,30 m.

## Datierung

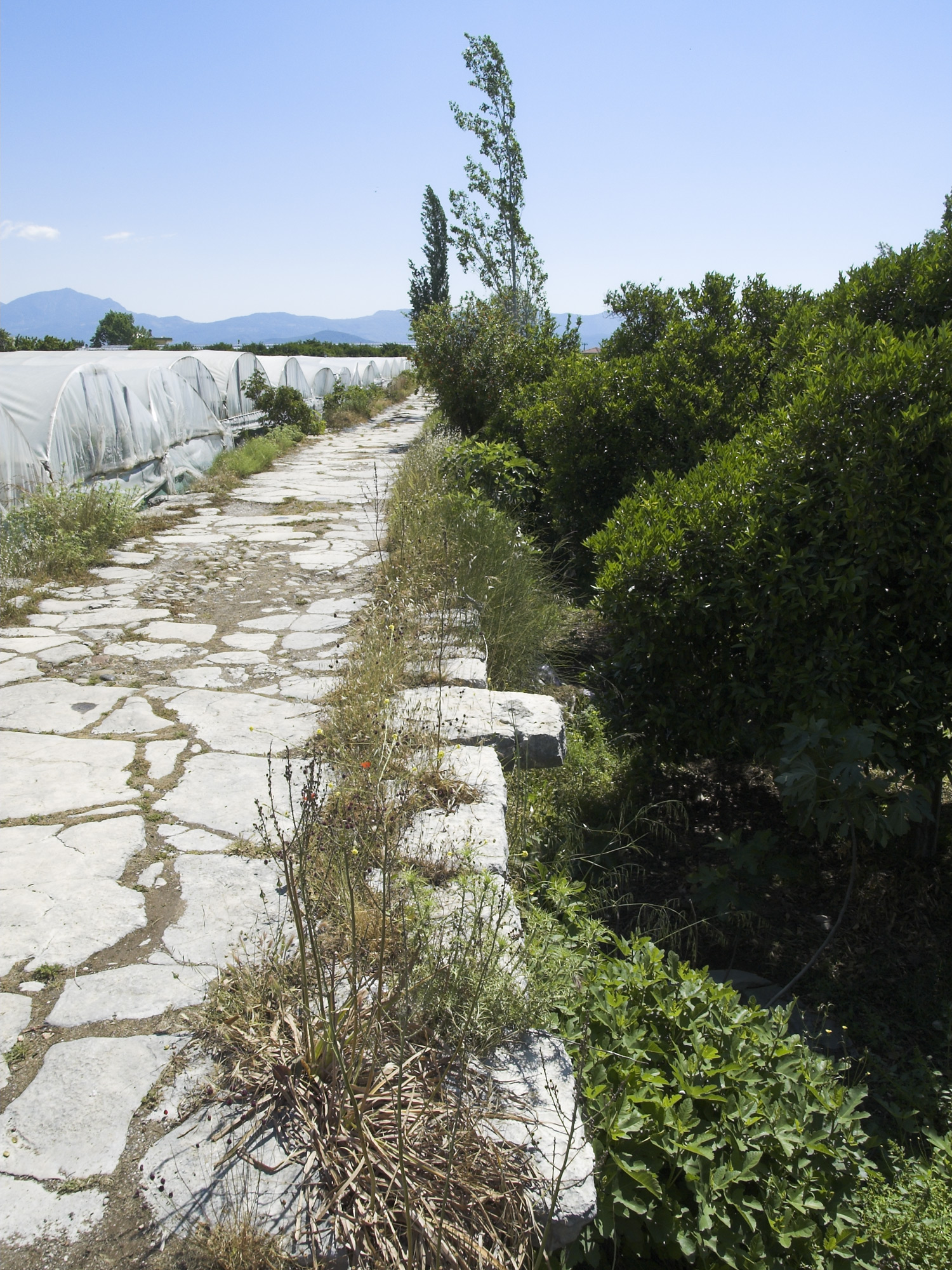
Kragstein über 3. Bogen

Die zeitliche Einordnung der Brücke bei Limyra wird durch ihren außergewöhnlichen Charakter innerhalb der römischen Bautradition und den Mangel an vergleichenden Untersuchungen römischer Brücken erheblich erschwert. Als Ansatzpunkt führen Wurster und Ganzert folgende charakteristische Konstruktionsmerkmale der Brücke auf:
- mehrfeldrige Anlage mit gleicher Feldweite und horizontaler Brückenbahn mit geringer Anrampung an den Brückenköpfen
- sehr flache Segmentbögen aus doppelten, radial geschichteten Ziegelgewölben
- Mörtelmauerwerk
- Außenschale überwiegend Bruchstein mit Ziegeldurchschuss, teilweise isodomes Quadermauerwerk
- besonders großformatiges Steinplattenpflaster.[24]

Im Gegensatz dazu besaßen die meisten römischen Steinbrücken Quaderverkleidungen und ruhten auf Keilsteingewölben, die auch beim Gewölbebau in Lykien lange Zeit dominierten. Im Unterschied zu den massiven und hochaufragenden Halbkreisbogenbrücken, die für die römische Bautechnik typisch waren, bietet die Brücke bei Limyra mit ihren flachgespannten Segmentbögen eine deutlich niedrigere und gestrecktere Erscheinung, so dass Wurster und Ganzert „versuchsweise“ eine späte Datierung des Bauwerks etwa in die Zeit Justinians I. (6. Jahrhundert) vorschlagen, für die auch der Gebrauch von Ziegel-Stein-Verbänden in der lykischen Regionalarchitektur belegt ist.
Da andererseits aber diese Mischtechnik bereits beim nahen Aquädukt von Aspendos im 3. Jahrhundert n. Chr. zur Anwendung kam und die Römer durchaus Segmentbogenbrücken kannten, wie die beiden Bauforscher selbst an drei Beispielen erläutern, wäre auch eine frühere Entstehungszeit am Ende des 2. oder im 3. Jahrhundert möglich. Diese frühe Datierung erscheint aus heutiger Sicht wahrscheinlicher, nachdem in der Zwischenzeit sieben weitere Segmentbogenbrücken aus der Römerzeit dokumentiert werden konnten.
Die Reste der römischen Brücke bei Kemer, die ebenfalls aus dem 3. Jahrhundert stammt und deren Konstruktion einige Ähnlichkeiten mit der Brücke von Limyra aufweist, befinden sich im benachbarten Flusstal des Xanthos.